# Мазуры (Львовская область)
Мазуры (укр. Мазури) — село в Мостисской городской общине Яворовского района Львовской области Украины.
Население по переписи 2001 года составляло 169 человек. Занимает площадь 0,275 км². Почтовый индекс — 81310. Телефонный код — 3234.